# Yima (Henan)
Pour les articles homonymes, voir Yima.
Yima (义马 ; pinyin : Yìmǎ) est une ville de la province du Henan en Chine. C'est une ville-district placée sous la juridiction de la ville-préfecture de Sanmenxia.

## Démographie
La population du district était de 149 648 habitants en 1999.